# Waldo (Alabama)
Waldo – miasto w Stanach Zjednoczonych, w stanie Alabama, w hrabstwie Talladega. W roku 2023 miasto zamieszkiwało 256 osób, a gęstość zaludnienia wynosiła 34,6 osoby/km².